# 2088 Sahlia
2088 Sahlia è un asteroide della fascia principale. Scoperto nel 1976, presenta un'orbita caratterizzata da un semiasse maggiore pari a 2,2066574 UA e da un'eccentricità di 0,0797668, inclinata di 5,54201° rispetto all'eclittica.
L'asteroide è dedicato a Hermann Sahli, docente di medicina interna all'università di Berna.